# Východní katolické duchovenstvo na Ukrajině

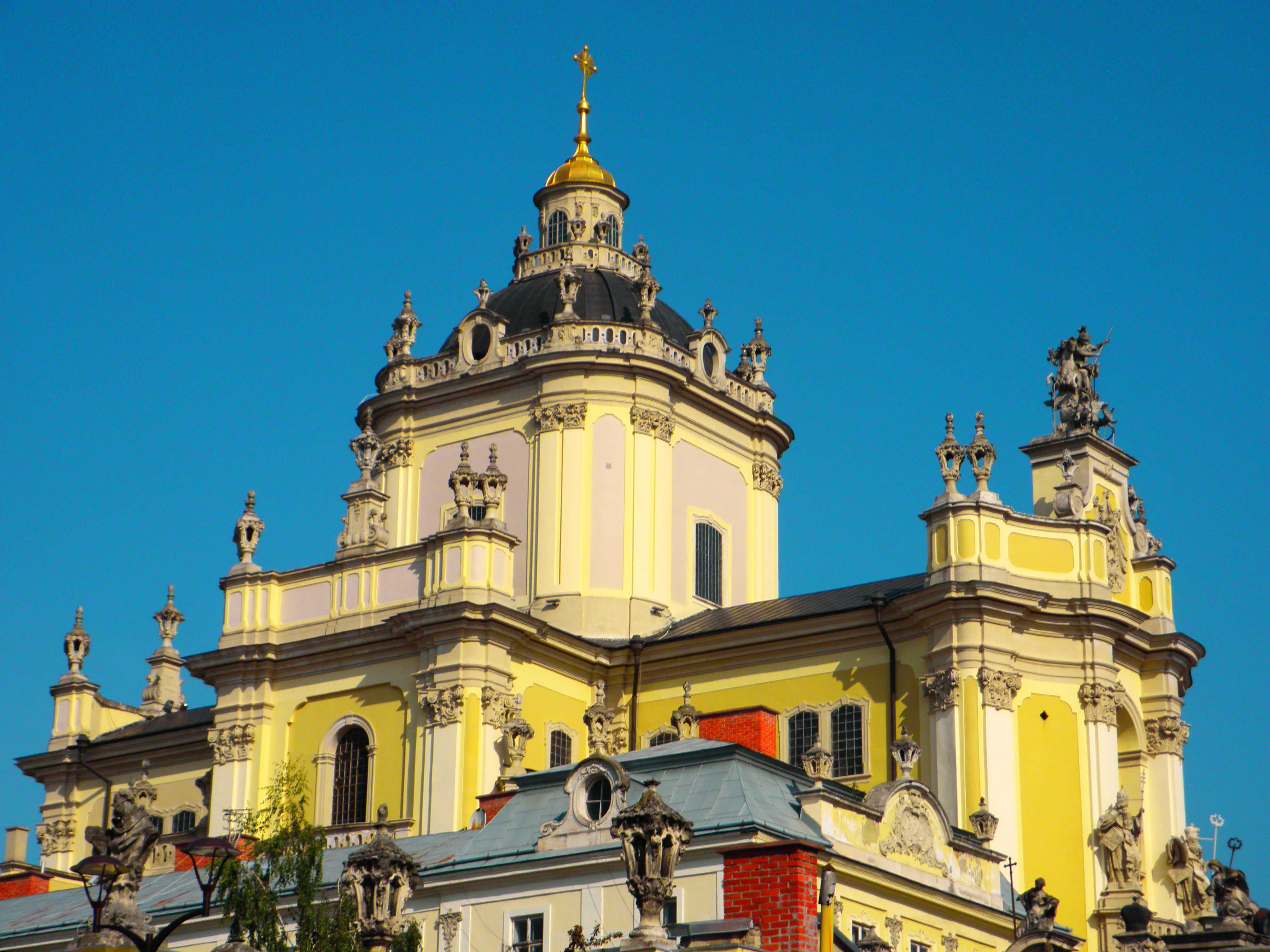
Katedrála svatého Jiří, Lvov, která má také dominantní postavení v ukrajinské náboženské a kulturní oblasti.

Východní katolické duchovenstvo ukrajinské řeckokatolické církve bylo dědičnou úzkou společenskou kastou, která od konce 18. do poloviny 20. století po reformách zavedených rakouským císařem Josefem II. ovládala ukrajinskou společnost na západní Ukrajině. Vzhledem k tomu, že podobně jako u jejich pravoslavných bratří se i v ukrajinské katolické církvi mohli ženatí muži stát kněžími (i když se nemohli stát biskupy, pokud nebyli vdovci), mohli po mnoho generací vytvářet „kněžské dynastie“, často spojené s určitými regiony. V 19. století jich bylo přibližně 2000–2500. Kněžské rodiny měly tendenci uzavírat sňatky v rámci své skupiny a tvořily tak pevně semknutou dědičnou kastu. Vzhledem k absenci významné kulturně a politicky aktivní domácí šlechty (ačkoli existoval značný přesah – více než polovina duchovních rodin byla rovněž drobného šlechtického původu) a vzhledem k tomu, že v západoukrajinské společnosti měli duchovní prakticky monopol na vzdělání a bohatství, začali tvořit domácí aristokracii této skupiny. Duchovenstvo za sebe přijalo roli Rakouska jako nositele kultury a vzdělanosti na ukrajinském venkově. Většina ukrajinských sociálních a politických hnutí na území kontrolovaném Rakouskem vznikla nebo byla silně ovlivněna samotnými duchovními nebo jejich dětmi. Tento vliv byl tak velký, že západní Ukrajinci byli svými polskými soupeři obviňováni z toho, že chtějí na západní Ukrajině vytvořit teokracii. Ústřední role ukrajinského duchovenstva nebo jeho dětí v západoukrajinské společnosti koncem 19. století poněkud zeslábla, ale pokračovala až do doby, kdy Sovětský svaz v polovině 20. století násilně rozpustil ukrajinskou řeckokatolickou církev na ukrajinském území (tzv. Lvovský koncil, 1946).

## Východiska a původ

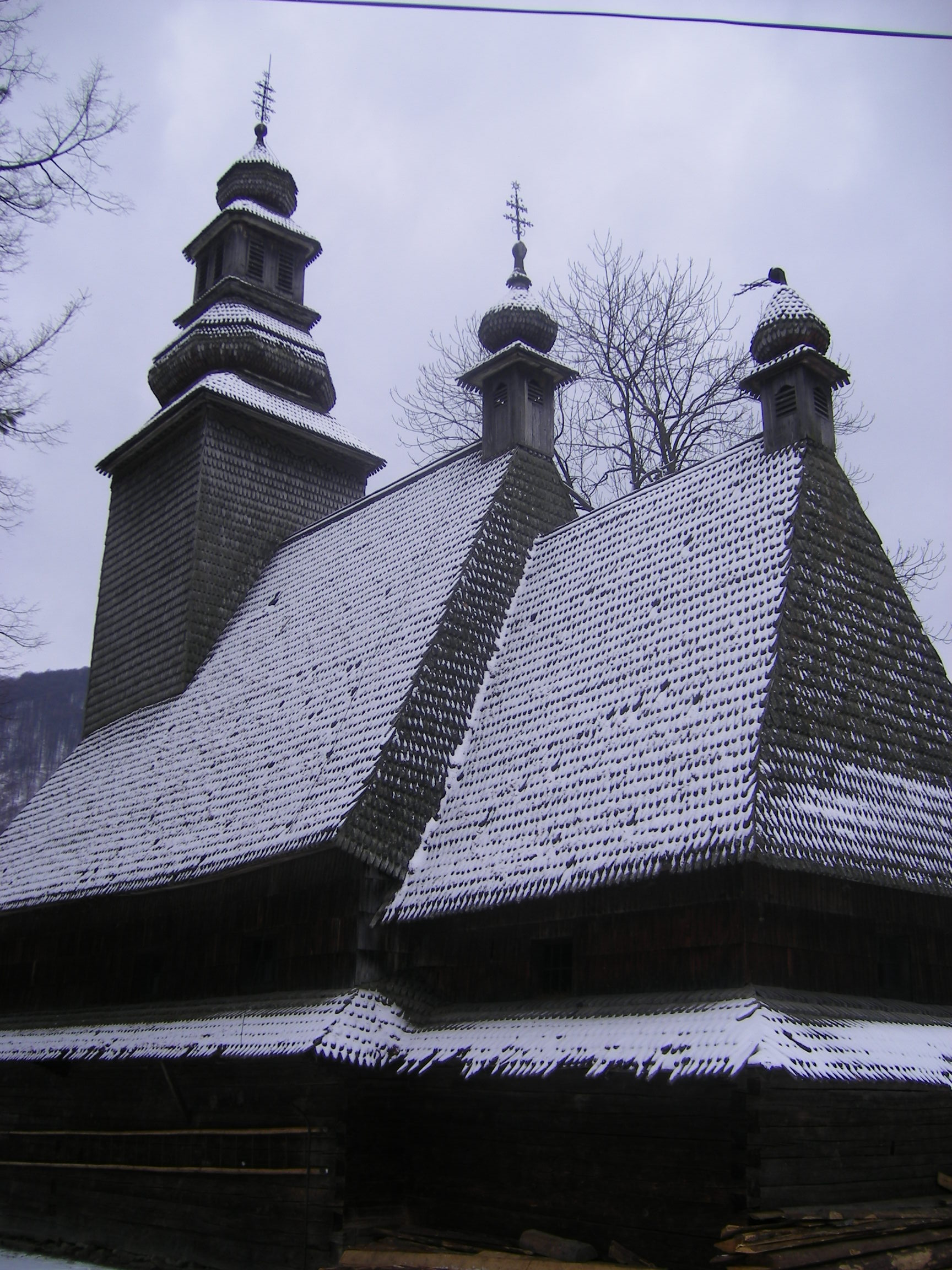
Tradiční dřevěný ukrajinský katolický kostel v Koločavě

Hlavní článek: Ukrajinská řeckokatolická církev
V roce 988 přijal východoslovanský stát Kyjevská Rus na popud Volodymyra I. Kyjevského východní formu křesťanství. Po východo-západním schizmatu mezi římskou a byzantskou církví se forma křesťanství, kterou Kyjevská Rus vyznávala, stala známou jako pravoslavná církev. Nejzápadnější část Kyjevské Rusi tvořila nezávislé Haličsko-volyňské království, které v roce 1349 dobylo Polsko. V následujících staletích přijala většina místní pozemkové šlechty dominantní polskou národnost a římskokatolické náboženství. Pouze chudší šlechta, která pocházela ze směsice chudých bojarských rodin, družiníků (svobodných bojovníků sloužících knížatům) a svobodných rolníků, si zachovala svou východoslovanskou identitu. Mnoho kněžských rodů pocházelo z řad chudé šlechty a v některých konkrétních oblastech, například v oblasti mezi Lvovem a Karpaty, byly téměř všechny kněžské rody chudého šlechtického původu. Tito lidé se označovali především za kněze, nikoli za šlechtice. Místní domorodá společnost se tedy skládala především z kněží a rolníků. Ve snaze omezit polský tlak vznikla na základě Brestské unie (1595/1596) v bývalých částech Kyjevské Rusi pod polskou nadvládou uniatská církev (později ukrajinská řeckokatolická církev). Stejně jako ostatní východní katolické církve si i uniatská církev zachovala liturgické, teologické a bohoslužebné tradice, jako například manželské kněžství pravoslavné církve, a to navzdory své nové věrnosti Římu.

## Historie
Staletí polské nadvlády se vyznačovala neustálým oslabováním ekonomického a sociálního postavení většiny místního haličského kléru. Před habsburskými reformami byl velmi malý počet řeckokatolických duchovních, často polonizované šlechty, spojen s baziliánským řádem. Řád byl nezávislý na řeckokatolické hierarchii a nadále se těšil určitému bohatství a výsadám, které nesdílel se zbytkem církve. Naproti tomu haličští kněží, kteří nebyli šlechtického původu, ačkoli nebyli nevolníky, byli často nuceni pracovat pro polské šlechtice a ti s nimi zacházeli jen o málo lépe než s rolníky a synové těchto kněží, kteří nenásledovali povolání svých otců, byli často podrobeni stejným feudálním povinnostem jako dědiční nevolníci. Tyto okolnosti podporovaly pocit solidarity a blízkosti mezi kněžími a rolníky. Vyskytly se případy, kdy se ukrajinští kněží nebo jejich synové účastnili ozbrojených povstání proti polské šlechtě nebo je vedli. Situace se změnila po připojení Haliče k Rakousku v roce 1772.
Když rakouský císař Josef II. cestoval po zemích nově získaných od Polska v roce 1772, rozhodl se, že řeckokatolické duchovenstvo bude ideálním prostředkem k uskutečnění osvícenské reformy mezi ukrajinským obyvatelstvem. S tímto záměrem provedl zásadní reformy, jejichž cílem bylo zvýšit postavení a vzdělanost ukrajinského kléru, aby mohl plnit úlohu, kterou mu určil. Postavení řeckokatolické církve a jejího duchovenstva bylo zvýšeno tak, aby se právně vyrovnalo svému římskokatolickému protějšku ve všech ohledech. Dříve nezávislý baziliánský řád byl podřízen řeckokatolické hierarchii. Ukrajinským katolickým kněžím poskytovala rakouská vláda stipendia, čímž je ekonomicky osvobodila od polské šlechty, které nyní Rakušané znemožnili zasahovat do jejich činnosti. Ukrajinským kněžím byly také přiděleny větší pozemky, což dále přispělo ke zlepšení jejich finanční situace. Zatímco dříve ukrajinské kněze obvykle vyučovali jejich otcové, Rakušané otevřeli ve Vídni (1774) a ve Lvově (1783) semináře speciálně pro ukrajinské katolické studenty, které dalším generacím kněží poskytly univerzitní vzdělání a silné kontakty se západní kulturou. Synové kněží, kteří sloužili v biskupské administrativě, získali stejná práva na státní úřady jako synové šlechticů. V důsledku rakouských reforem z konce 18. století se tak ukrajinští katoličtí kněží stali první velkou vzdělanostní společenskou vrstvou v rámci ukrajinského obyvatelstva v Haliči.

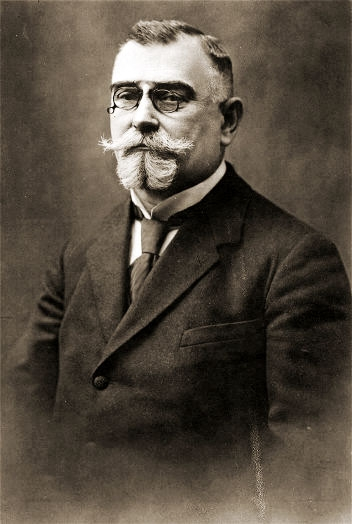
Kost Levyckyj, syn kněze, se na přelomu 19. a 20. století stal významnou politickou osobností západní Ukrajiny

Rakouské reformy poskytující vzdělání, půdu a státní platy připravily půdu pro dominantní postavení duchovenstva v západoukrajinské společnosti na několik generací. Obě významná ukrajinská společenská hnutí, hnutí rusofilů, kteří usilovali o sjednocení Ukrajiny s Ruskem, a ukrajinofilů, kteří podporovali ukrajinskou nezávislost, ovládali příslušníci duchovenstva. Nejvyšší rusínská rada, která zastupovala ukrajinský lid při jednání s rakouskými úřady, se skládala především z duchovních a scházela se v konzistoři katedrály svatého Jiří, „mateřského kostela“ ukrajinské katolické církve. První neklerikální světská inteligence, která se objevila mezi západními Ukrajinci (právníci, spisovatelé, lékaři), byla obvykle dětmi kněží, což sloužilo k upevnění vlivu klerikálů mezi západními Ukrajinci. Protože kněží sloužili jako jediná spojka mezi městy a vesnickými rolníky, byli městští ukrajinští intelektuálové, kteří se snažili oslovit rolníky, okolnostmi nuceni pracovat prostřednictvím kněží. Proto k nim měli tendenci chovat se uctivě a snažili se vyhnout tomu, aby si duchovenstvo znepřátelili.
Koncem devatenáctého století se situace poněkud změnila. Obrovské úsilí duchovenstva o vzdělání rolníků vedlo k relativní ztrátě kněžské moci. Ze sedláků vzešli noví příslušníci inteligence, z nichž někteří se ohrazovali proti tomu, co považovali za povýšený přístup kněží k rolníkům jako k dětem nebo ožralům, které je třeba učit a vést. Zároveň městští intelektuálové už nemuseli chodit za kněžími, aby mohli šířit své myšlenky mezi nově gramotnými rolníky. V 70. letech 19. století se na západní Ukrajině objevilo radikální hnutí. Jeho politická strana, založená v roce 1890, byla vysloveně antiklerikální a usilovala o omezení vlivu duchovenstva.
Radikálové pomáhali šířit nespokojenost se stávajícím stavem tím, že kritizovali poplatky za svátosti, které byly považovány za příliš vysoké pro chudé rolníky, zveřejňovali spory o pozemková práva mezi církví a rolníky a napadali autoritu kněží v morálních otázkách. Radikálové museli často čekat, až kněží naučí rolníky číst, a tak převzali mnoho čtenářských klubů, které kněží založili, a proměnili je ve zdroj antiklerikální agitace. Slovy jednoho církevního představitele, který hovořil o čtenářských klubech, „místo lásky k národu probudily v našich rolnících sebelásku a zpupnost.“ Protiklerikální snahy radikálů pomohly omezit moc duchovenstva. Například otec M. Sichynsy, který byl v roce 1883 zvolen do haličského sněmu, prohrál v roce 1889 volby do říšského sněmu s polským kandidátem hrabětem Borkowským, částečně kvůli konfliktům mezi knězem a místními rolníky ohledně užívání půdy. Zatímco v 60. a 70. letech 19. století dominovalo duchovenstvo v parlamentních delegacích etnických Ukrajinců, z 28 ukrajinských poslanců rakouského parlamentu v letech 1909-1911 byli pouze čtyři duchovní. Navzdory těmto změnám zůstala největší a nejpopulárnější západoukrajinskou politickou stranou od konce 19. do poloviny 20. století Ukrajinská národní demokratická aliance, kterou založil a vedl syn kněze Kost Levyckyj. Téměř šedesát procent členů Ukrajinské národní rady, zákonodárného orgánu Západoukrajinské lidové republiky, která vládla západní Ukrajině v letech 1918–1919, pocházelo z kněžských rodin. Hlava ukrajinské katolické církve Andrej Šeptyckyj byl až do své smrti ve 40. letech 20. století vnímán jako „otcovská postava“ pro většinu západních Ukrajinců.

## Dopad na společnost a kulturu

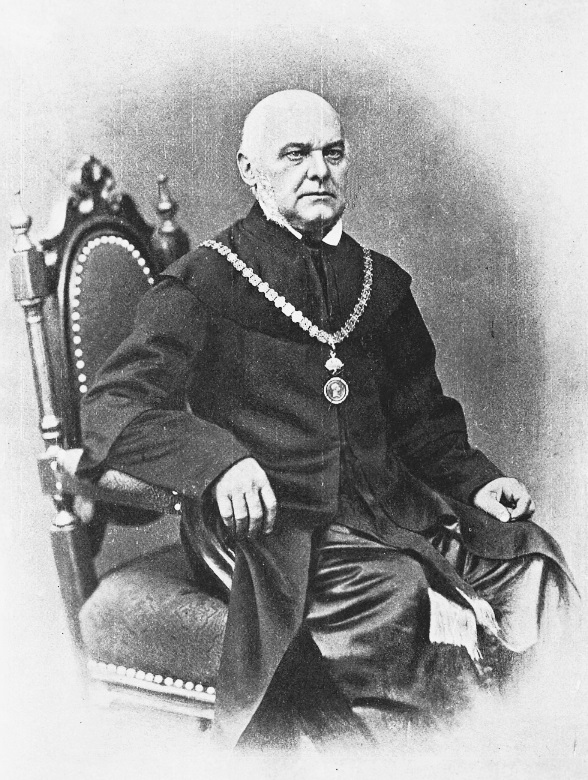
Jakiv Holovatskyj (rus. Я́ков Фёдорович Голова́цкий), kněz, rektor Lvovské univerzity, jeden z prvních vydavatelů v ukrajinském jazyce, který se později stal významným představitelem rusofilství

Učenec Jean-Paul Himka charakterizoval haličské duchovenstvo jako „s pravoslavnou tváří, římskokatolickým vyznáním a osvícenskou rakouskou duší.“ Tento austroslavismus se projevoval nejen v loajalitě k habsburské dynastii, ale také v následování role, kterou jim rakouský císař přisoudil jako osvícencům a vychovatelům ukrajinské komunity. Kněží se významně podíleli na šíření gramotnosti na západní Ukrajině. První západoukrajinskou gramatiku ukrajinského jazyka vydal kněz, který také přeložil Goetha a Schillera do ukrajinštiny. Dvě třetiny účastníků sjezdu učenců svolaného v roce 1848 za účelem standardizace ukrajinského jazyka a zavedení reforem ve školství byli duchovní. Kněží aktivně podporovali první ukrajinské noviny Zorya Halytska („Haličská hvězda“) a předčítali je nahlas negramotným rolníkům nebo to dělali jejich kantoři. V letech 1842–1856 bylo ve Lvovské eparchii založeno přibližně 1000 farních škol. Ze 43 ukrajinsky psaných knih vydaných v Haliči v letech 1837–1850 jich 40 napsali duchovní.
V roce 1831 nařídila hlava církve seminaristům absolvovat kurzy agronomie, protože se od nich očekávalo, že rolníkům představí moderní zemědělské metody. Mnozí kněží využívali své pozemky jako „vzorové farmy“ a pěstovali na nich nové odrůdy obilí nebo jiných rostlin. V jednom regionu například kněží vysadili první meruňkové sady. Někteří kněží dokonce vyučovali zemědělské metody z kazatelny.
Kněží také zakládali spolky střídmosti, čtenářské kluby a byli významnými osobnostmi ukrajinského družstevního hnutí. Jako příklad vlivu kněží v jedné obci lze uvést vesnici Lanivci v jižní Haliči, kde místní kněžská dynastie založila spořitelnu, místní čtenářský klub a zařízení péče o děti.
Role duchovenstva měla na ukrajinské národní hnutí zásadní vliv. Na rozdíl od polské inteligence, která z velké části pocházela z nižší šlechty, západoukrajinská inteligence z velké části pocházela z duchovenstva. Studiem ve Vídni se ukrajinští seminaristé dostali do kontaktu se Západem v době, kdy ve střední Evropě ovládl moderní myšlení romantický nacionalismus a ctnosti „lidu“. Ukrajinští seminaristé navázali kontakt s českými studenty, kteří prováděli rozsáhlé obrození své národní kultury, a začali jejich úsilí napodobovat.
Většina vedoucích představitelek Svazu ukrajinských žen (Sojuz Ukrajinok) byly manželky a dcery kněží.
Historické pozadí haličského duchovenstva přispělo k silné nevraživosti a rivalitě vůči Polákům a k silnému pocitu loajality vůči Rakousku a habsburské dynastii u většiny haličských duchovních. Tyto postoje se přenášely na jejich farníky a odrážely se tak v celé ukrajinské společnosti, což západním Ukrajincům vyneslo přezdívku „Tyroláci z východu“ pro jejich loajalitu k Rakousku. Podle slov ukrajinských katolických poutníků, kteří navštívili hrobky prvních dvou rakouských panovníků, kteří vládli Ukrajině, „ztraceni v hlubokém zamyšlení jsme hleděli na rakve Marie Terezie a jejího syna Josefa, jejichž jména jsou zapsána zlatým písmem v dějinách našeho národa“.

## Každodenní život

### Vzdělání
Před připojením Haliče k Rakousku byli ukrajinští kněží obvykle vyučováni svými otci a jejich základní vzdělání se omezovalo na liturgii, základní znalost církevní slovanštiny a základní gramotnost. Po sociálních a vzdělávacích reformách, které začaly s rakouskou nadvládou na konci 18. století, navštěvovaly děti kněží (obvykle budoucí kněží) základní školu v malém městě nedaleko vesnice, kde měl jejich otec faru, a gymnázium ve větším městě. Rakušané otevřeli semináře speciálně pro ukrajinské katolické studenty ve Vídni (1774) a ve Lvově (1783). Všichni kněží získali čtyřleté univerzitní vzdělání v jednom z těchto seminářů. Museli studovat tři haličské jazyky: Ukrajinštinu, polštinu a němčinu a také latinu a církevní slovanštinu. Někteří kněží ovládali i další jazyky. Od kněží se očekávalo, že se budou vzdělávat i po vysvěcení.
Univerzitní vzdělání haličských kněží je odlišovalo od skromněji vzdělaných pravoslavných kněží v sousedním Ruském impériu a přispělo k obtížím při pokusech ruské pravoslavné církve získat konvertity mezi západními Ukrajinci během první světové války.

### Rodinný život
Naprostá většina duchovních měla rodiny. V roce 1894 žila v celibátu pouze 3 % haličských kněží. Ačkoli seminaristé trávili školní rok studiem ve Vídni nebo ve Lvově, letní prázdniny trávili namlouváním v různých ukrajinských vesnicích. Kněží se ženili před svým vysvěcením přibližně ve 26 letech. Jejich nevěsty byly obvykle dcery jiných kněží. Po vysvěcení byli kněží obvykle deset až pětadvacet let překládáni do různých farností, než se usadili na jednom místě jako jeho faráři.
Rodina ukrajinského katolického kněze měla tři zdroje příjmů. Skromný státní plat stačil na výdaje domácnosti a na zaplacení vzdělání jednoho syna. Kněží také vydělávali na rozsáhlých hospodářstvích (pozemky kněží byly větší než pozemky rolníků a jejich velikost se obvykle pohybovala od 12,5 do 50 hektarů, zatímco průměrný rolník vlastnil 2,8 hektaru) a ze svátostných poplatků za pohřby, svatby, křtiny atd. Vzhledem k výši svých příjmů byli ukrajinští kněží obvykle nejbohatšími Ukrajinci ve svých vesnicích. Často se však cítili chudí, protože jejich životní náklady byly mnohem vyšší než u rolníků. Od ukrajinských kněží se očekávalo, že budou vzdělávat všechny své syny, což bylo finanční břemeno, které některé z nich přivedlo do dluhů. Očekávalo se od nich také, že budou předplácet různé noviny, přispívat na charitu a že se budou oblékat a stravovat lépe než rolníci. Z kněžských příjmů se také platilo věno jejich dcer, oblečení pro manželku do společnosti, nákup a oprava povozů a investice do hospodářství.
V rodinném životě, který odrážel roli duchovních jako vůdců a organizátorů komunity, se obvykle neřešilo náboženství, ale politické a sociální otázky. Podle vzpomínek syna jednoho kněze byla jeho vlastní rodina i rodina ostatních kněží „čestná“, ale mnohem více se zabývala národnostními než náboženskými otázkami. Rozhovory se soustředily na hospodářské záležitosti, záležitosti vesnice a politiku a v jeho a dalších kněžských rodinách se o morálních nebo náboženských otázkách nehovořilo. Navzdory roli ukrajinského duchovenstva v rámci ukrajinského národního obrození vedlo vzdělání a společenské postavení duchovenstva k tomu, že polština byla až do konce 19. století jazykem každodenního užívání ve většině kněžských rodin.
V komunitě působily také manželky kněží. Ve svých komunitách provozovaly „lidové léčitelství“, pěstovaly a používaly byliny, trávy a další rostliny s předpokládaným léčivým účinkem.
John-Paul Himka popsal život několika kněží. Amvrozii de Krušelnyckého (1841–1903), otce ukrajinské operní pěvkyně Solomije Krušelnycké. Syn kněze šlechtického původu sloužil ve farnosti, která byla obdařena 91,5 hektary orné půdy, sadem a včelíny. Měl šest dcer a dva syny a těžko dostával svým finančním závazkům. Všem svým dětem platil vychovatele, ale na mnoho let se zadlužil, aby mohl zaplatit dceři Solomiji konzervatoř. Krušelnyckyj hovořil plynně několika jazyky, měl rád zahraniční literaturu (Goethe, Schiller, Shakespeare) a ukrajinskou literaturu (Taras Ševčenko a Ivan Franko) a mohl navštívit svou dceru v Miláně v roce 1894 a ve Vídni v roce 1895. Podporoval rolníky ve vzdělávání dětí, byl členem Prosvity a ve své farnosti organizoval pěvecký sbor; vyučoval také hře na housle. Danylo Taniachkevyč (1842–1906) sloužil ve farnosti s nadací pouhých 8 hektarů orné půdy. Studoval ve Lvově, patřil k Prosvitě, zakládal čtenářské spolky a tři roky byl poslancem rakouského parlamentu. Taniachkevyč adoptoval šest dětí svého zemřelého tchána a staral se o ně; to ho přivedlo do dluhů a chudoby do té míry, že jeho rodina často hladověla.

## Významní západní Ukrajinci s vazbami na duchovenstvo
- Stepan Bandera, ukrajinský nacionalistický vůdce; otec byl kněz a matka byla dcerou kněze.
- Oleksandr Barvinskyj, tvůrce učebnic ukrajinštiny, zakladatel Křesťansko-sociální strany na Ukrajině, tajemník pro školství a náboženské záležitosti Západoukrajinské národní republiky; syn kněze
- Pavlo Hayda, ukrajinsko-americký kněz a aktivista ukrajinské komunity v Chicagu ve státě Illinois, dědeček byl kněz, matka dcera kněze, přímý potomek Jova Kňahyňského
- Jakiv Holovatskyj, významný rusofilský představitel a někdejší rektor Lvovské univerzity; kněz
- Solomija Krušelnycka, operní pěvkyně; dcera kněze[9]
- Kost Levyckyj, předseda sekretariátu Západoukrajinské lidové republiky a spoluzakladatel a předseda Ukrajinské národně demokratické strany; syn kněze
- Ivan Naumovyč, významný rusofilský ideolog a aktivista, poslanec rakouského parlamentu. Kněz z kněžské rodiny, který byl exkomunikován a poté vstoupil do ruské pravoslavné církve
- Jevhen Petruševyč, vedoucí ukrajinských delegátů v rakouském parlamentu a poté prezident Západoukrajinské národní republiky; syn kněze
- Omelian Pleškevyč, spoluzakladatel společnosti Selfreliance Ukrainian American Credit Union, prezident Světové rady ukrajinských úvěrových družstev; syn a vnuk kněze
- Markijan Šaškevyč, vydavatel první sbírky ukrajinskojazyčné literatury na západní Ukrajině; kněz
- Andrej Šeptyckyj, metropolitní arcibiskup ukrajinské řeckokatolické církve od roku 1901 do své smrti v roce 1944; většina západních Ukrajinců ho považuje za „otcovskou osobnost“[17]
- Jaroslav Stecko, významný člen Organizace ukrajinských nacionalistů a předseda vlády samozvané nezávislého Ukrajinského státu, syn kněze
- Kyrylo Studynskyj, dlouholetý předseda Ševčenkovy vědecké společnosti a předseda Lidového shromáždění západní Ukrajiny; vedl delegaci do Moskvy, která oficiálně požádala o připojení západní Ukrajiny k Sovětskému svazu; pocházel z úřednické rodiny
- Myron Tarnavskyj, vrchní velitel Ukrajinské haličské armády, syn kněze ze starobylé úřednické rodiny
- Oleh Tjahnybok, šéf pravicové strany Svoboda, potomek bratra Lonhyna Cehelského
- Lonhyn Cehelskyj, ministr vnitra a zahraničí Západoukrajinské lidové republiky a zakladatel Ukrajinského kongresového výboru v Americe; syn kněze
- Anatol Vachnjanyn, zakladatel Prosvity a Lvovské konzervatoře; syn a vnuk kněze
- Augustin Vološin, prezident Karpatské Ukrajiny; kněz